# Maillas
Maillas är en kommun i departementet Landes i regionen Nouvelle-Aquitaine i sydvästra Frankrike. Kommunen ligger i kantonen Roquefort som tillhör arrondissementet Mont-de-Marsan. År 2022 hade Maillas 128 invånare.

## Befolkningsutveckling
Antalet invånare i kommunen Maillas
Referens:INSEE